# Tombeau du pape Alexandre VII
Le Tombeau du pape Alexandre VII est un groupe sculptural dessiné et partiellement réalisé par l'artiste italien le Bernin. Elle est située dans le transept sud de la basilique Saint-Pierre au Vatican. Cette œuvre est commandée par le pape Alexandre VII lui-même. La construction du monument ne commence qu'en 1671 et n'est achevée qu'en 1678, soit onze ans après la mort du pape. À l'âge de 81 ans, c'est la dernière grande commande du Bernin avant sa mort en 1680.

## Personnages
Six personnages importants sculptés dans du marbre blanc s'affichent dans le monument. Au sommet, Alexandre VII prie à genoux. Au-dessous de lui se trouvent quatre statues féminines représentant les vertus du Pontife. Au premier plan, la Charité, tenant un enfant dans ses bras. À sa droite se trouve la Vérité, dont le pied repose sur un globe. Le pied de la Vérité est placé directement au-dessus de l'Angleterre, où le pape Alexandre s'était efforcé de maîtriser la croissance de l'anglicanisme, avec, au deuxième niveau, la Prudence et la Justice. De manière dramatique, en dessous d'Alexandre, Le personnage représentant la Mort est représenté en bronze doré, enveloppé d'une draperie gonflée de jaspe sicilien. Il soutient une clepsydre symbole du temps qui passe. La clepsydre est également symbole artistique du « memento mori » qui se traduit du latin par « souviens-toi que tu vas mourir ». Le socle est de couleur noire, en signe de deuil pour le pape. La vaste draperie gonflée de jaspe sicilien, sombre, contraste radicalement avec les figures de marbre blanc. Lorsque le Bernin a besoin d'une importante masse de matériaux, ne pouvant pas récupérer suffisamment de marbre dans d'anciens bâtiments, il choisit de travailler avec du marbre moderne. Il se tourne alors vers le jaspe rouge de Sicile, de coloration riche en tons rouges, incrusté de tons verts. 
Le monument est une collaboration entre le Bernin et ses assistants, ceux-ci effectuant la plupart des travaux sous la supervision étroite de l'artiste. Ces collaborateurs sont G. Mazzuoli, L. Morelli, G. Cartari, M. Maglia et L. Balestri,. Le Bernin lui-même a probablement travaillé sur la statue du pape. Connu pour ses sculptures de portraits, il a probablement mis la touche finale au visage d'Alexandre.  

## Exécution
Au début de son pontificat, Alexandre VII savait qu'il aurait besoin d'une tombe monumentale pour l'immortaliser ; comme certains de ses prédécesseurs, il la commande au célèbre artiste Le Bernin. Le journal papal mentionne la première fois le monument dès le 9 août 1656,. Après la mort d'Alexandre VII, le projet est réalisé et payé par le neveu de celui-ci, le cardinal Flavio Chigi. Sous le pape Clément IX, la tombe devait à l'origine être placée dans le chœur de la Basilique Sainte-Marie-Majeure. Après la mort de Clément, l'idée est abandonnée, on décide de remettre le tombeau dans la basilique Saint-Pierre. Le tombeau devait être placé dans une niche contenant une porte du transept sud. Le Bernin incorpore intelligemment la Mort et le linceul de marbre légèrement au-dessus de l'encadrement de la porte de manière qu'il ne soit pas déplaçable,.   

## Galerie

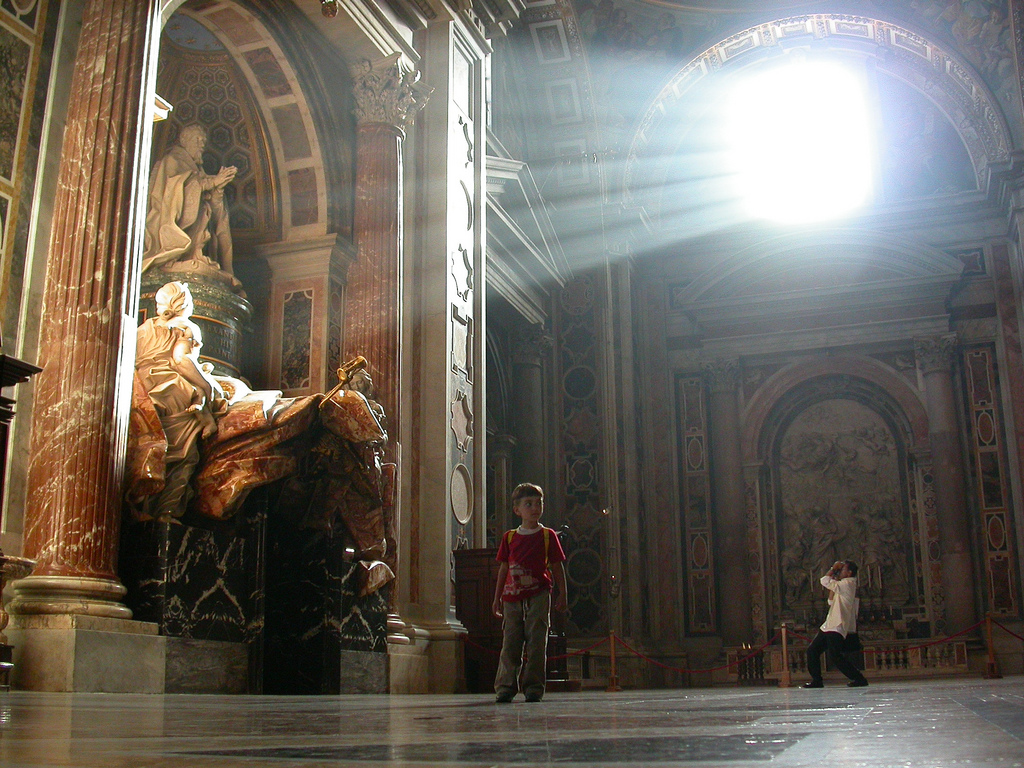
Vue latérale du tombeau d'Alexandre VII.
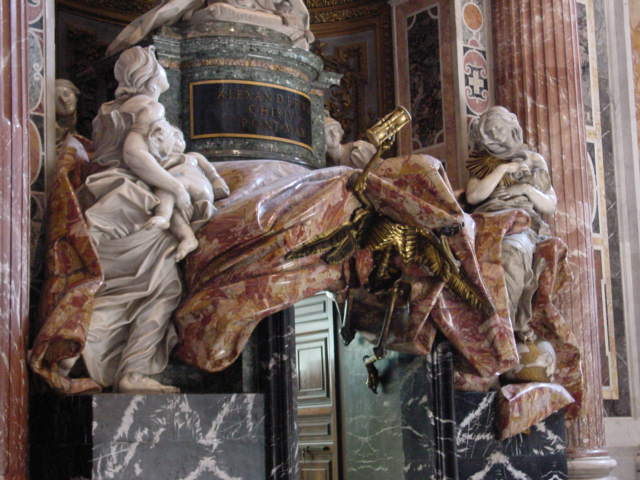
Détail de la tombe d'Alexandre VII.
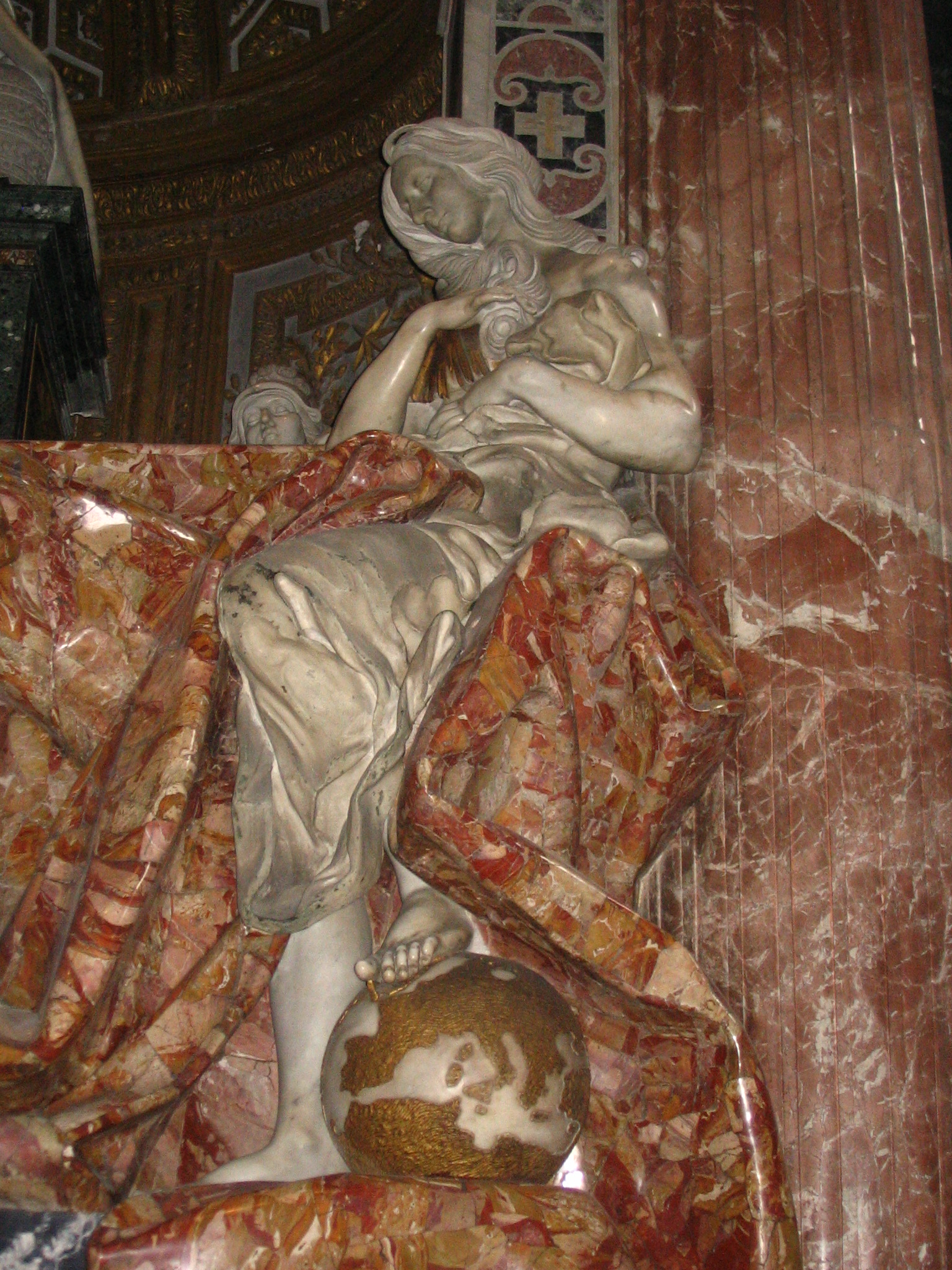
Figure de la Vérité, sculptée par Lazzaro Morelli et Giulio Catari.

### Traduction
- (en) Cet article est partiellement ou en totalité issu de l’article de Wikipédia en anglais intitulé « Tomb of Pope Alexander VII » (voir la liste des auteurs).

Notes
1. 1 2  Mormando 2011, p. 199.
2. 1 2  Suffi s.d.
3. 1 2  Mezzatesta et Preimesberger 1996.
4. 1 2  Bernini, 295-296
5. ↑  Wittkower, Bernini, 295-296.
6. ↑  Koortbojian, "Disegni for the Tomb", 272.

Bibliographie
- Borsi, Franco. Bernini. New York: Rizzoli, 1984  (ISBN 978-8-8828-9445-0)
- Koortbojian, Michael (1991). "Disegni for the Tomb of Alexander VII". Journal of the Warburg and Courtauld Institutes. The Warburg Institute. 54: 268-273. DOI 10.2307/751499
- Michael P. Mezzatesta et Rudolf Preimesberger, Bernini, Grove, 1996.
- (en) Franco Mormando, Bernini : His Life and His Rome, Chicago; London, University of Chicago Press, 2011, 456 p. (ISBN 978-0-226-53851-8, lire en ligne).
- (en) Nicolo Suffi, St Peter's : Guide to the Basilica and Square, Libreria Editrice Vaticana, 1998, 119 p. (ISBN 978-88-209-2480-5).
- Wittkower, Rudolf. Bernini: The Sculptor of the Roman Baroque, 4th edition. London: Phaidon Press, 1997   (ISBN 978-0-7148-3715-4)